# Thrasimund II

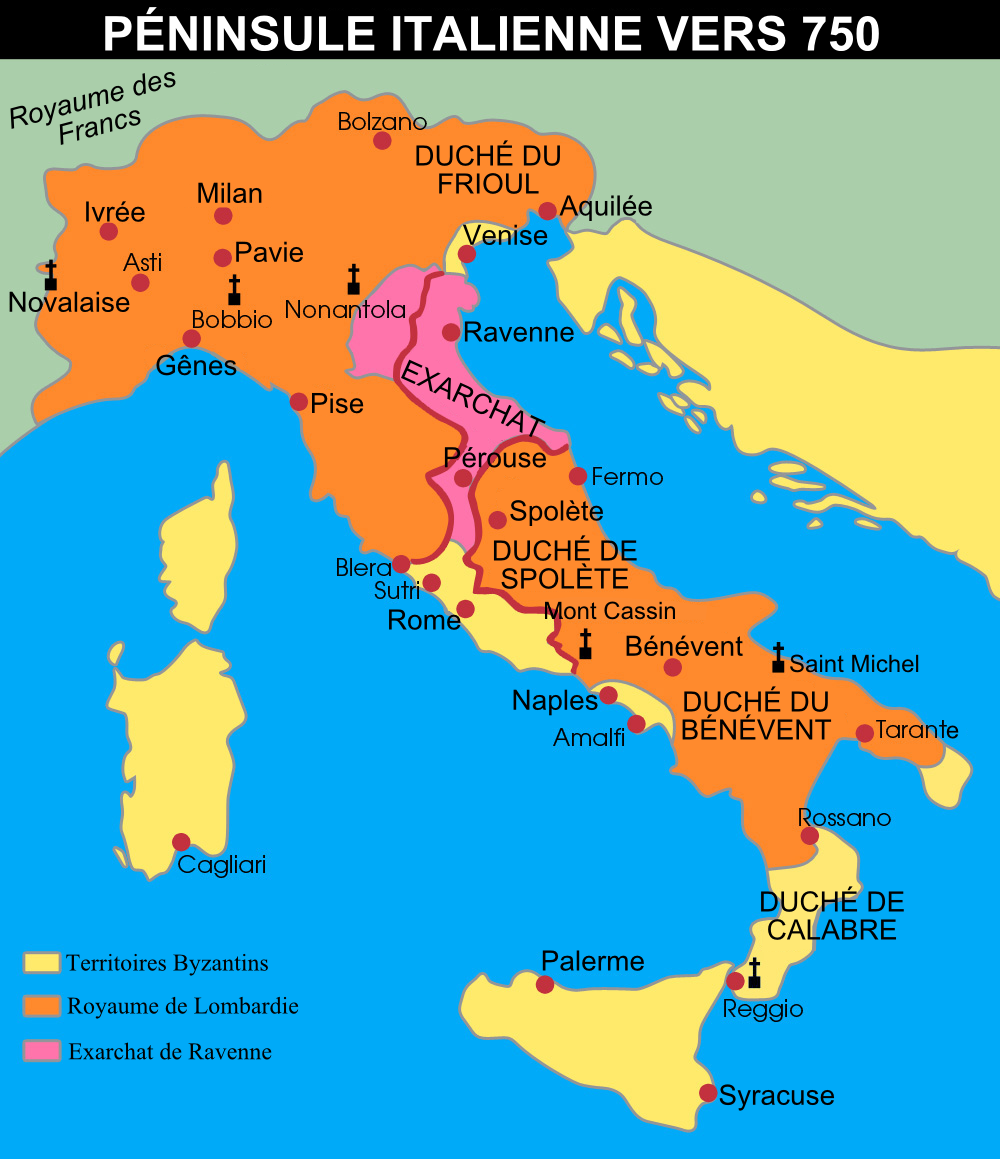
Gallese ligt op scheiding tussen het gele en het roze

Thrasimund II (†745) was hertog van Spoleto van 724 tot 745. Tijdens zijn regeerperiode werd hij tweemaal afgezet door koning Liutprand van de Longobarden. Hij zette in 724 zijn vader Faroald II af, omdat hij hem te volgzaam vond.
In 737 of 738 veroverde hij Gallese en zo kwam er een scheiding tussen het Exarchaat Ravenna en Rome. Verbolgen viel koning Liutprand hem aan, Thrasimund II vluchtte naar Paus Gregorius III. Gregorius weigerde Thrasimund uit te leveren, Liutprand stelde een nieuwe hertog aan, Hilderic van Spoleto (739-740). In 740 spande Thrasimund samen met  hertog Godschalk van Benevento, heroverde zijn hertogdom en vermoordde Hilderic. Voor de steun van Paus Gregorius III deed Thrasimund veel beloftes, die hij niet nakwam.
Paus Zacharias, de opvolger van Gregorius, steunde Thrasimund niet en sloot vrede met koning Liutprand. In 742 werd Thrasimund voor een tweede maal afgezet en vervangen door zijn neef Agiprand. Thrasimund werd opgesloten in een klooster. Toen in 744 koning Liutprand stierf, slaagde hij er in zijn hertogdom te heroveren. Een jaar later stierf Thrasimund, hij werd opgevolgd door Lupus.